# Viggo Vagnby
Viggo Vagnby, (født Kristensen 4. september 1896 i Hundborg i Thisted Kommune, død 20. september 1966 i Skagen), var en dansk tegner og reklamekunstner.
Efternavn ændret til Vagnby jfr. skriv fra Politimesteren i Aarhus af 26/3 1920

## Biografi
Viggo Vagnby uddannede sig først til maler i Århus, hvor han debuterede som kubistisk maler. Han videreuddannede sig i tegning i Frankrig i 1920'erne og startede eget firma for at arbejde med reklamebilleder og som udstillingsarkitekt i Ålborg 1925. Han flyttede firmaet til København i 1943 og senere i 1953 til Skagen. Han gjorde flere turistreklamer, som blev berømte, blandt andet en for Skagen fra 1955, som afbilder en rødspætte som en malerpalet. Mest kendt blev han for plakaten Wonderful Copenhagen fra 1953. Denne ikoniske turistplakat viser en trafikbetjent som stopper fodgængere, cyklister, biler og sporvogne på en københavnsk gade for at lade en andemor med unger passere over gaden. Han dekorerede Restaurant Grenen i Skagen og var illustrator i den danske udgave af Benjamin Spocks Bogen om barnet 1954, den danske udgave af Common Sense Book of Baby and Child Care. 

## Familie
Forældre: Husmand på Raastrup Mark, Hundborg Sogn Niels Kristensen og hustru Ane Kirstine Overgaard.
Viggo Vagnby var gift med Maria Hellisen Vagnby (født 1896) med hvem han fik børnene Jytte, Bo, Busser, Gerd.
Efter skilsmisse levede Viggo Vagnby sammen med Grete Jensen (født 1917) med hvem han fik børnene Tavs, Jes og Mads.

## Eksterne kilder og henvisninger
- Viggo Vagnby på gravsted.dk , läst 2014-10-07
- Affischen Wonderful Copenhagen (Webside ikke længere tilgængelig)